# O Milagre de Santa Luzia
O Milagre de Santa Luzia é um filme brasileiro de 2008 roteirizado e dirigido por Sérgio Roizenblit.
A direção de fotografia é do próprio cineasta e de Reinaldo Martinucci.
É uma homenagem ao cantor e compositor Luiz Gonzaga, e o nome do filme alude a sua data de nascimento,  13 de dezembro, dia de Santa Luzia.

## Sinopse
Há 30 anos sem viajar de avião, Dominguinhos roda o país em sua picape falando sobre o Brasil que toca sanfona (ou acordeon, como é conhecido na região Sul), mostrando sanfoneiros conhecidos e anônimos e o jeito de tocar de cada região.

## Prêmios e indicações
O Milagre de Santa Luzia ganhou o prêmio de Melhor Trilha Sonora no 41º Festival de Cinema Brasileiro.

## Elenco principal
- Dominguinhos
- Sivuca
- Arlindo dos 8 baixos
- Camarão
- Genaro
- Pinto do Acordeon
- Joquinha Gonzaga
- Dino Rocha
- Elias Filho
- Gabriel Levy
- Toninho Ferraguti
- Mario Zan
- Osvaldinho do Acordeon
- Renato Borghetti
- Gilberto Monteiro
- Luciano Maia e Quartchêto
- Luiz Carlos Borges
- Edson Dutra dos Serranos
- Bagre Fagundes
- Telmo de Lima Freitas
- Patativa do Assaré